# Christian I. (Sachsen-Merseburg)

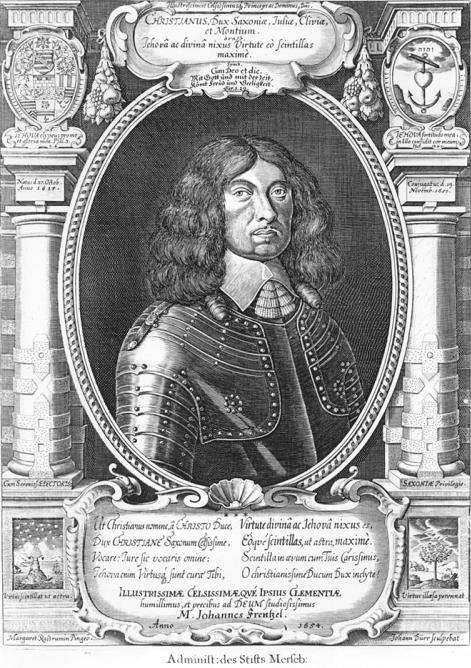
Herzog Christian als jüngerer Mann im Harnisch; Kupferstich

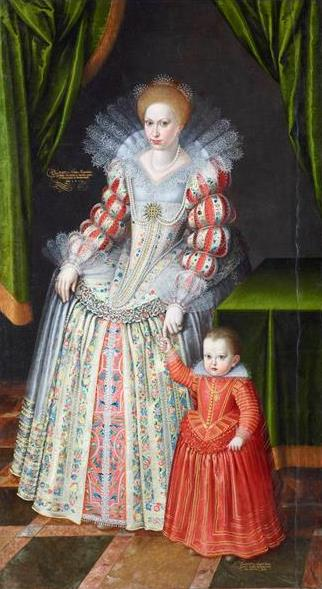
Herzog Christian als Kind mit seiner Mutter, der Kurfürstin Magdalena Sibylle von Sachsen

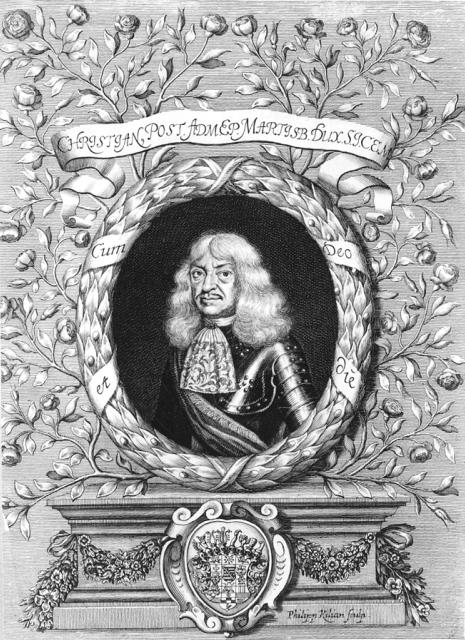
Herzog Christian im Alter, einen Harnisch und eine Schärpe tragend; um den Kranz ist sein Motto „Cum Deo et Die.“ (lat. „Mit Gott und der Zeit.“) geflochten; Kupferstich 2. Hälfte 17. Jh.

Christian I. von Sachsen-Merseburg (* 27. Oktober 1615 in Dresden; † 18. Oktober 1691 in Merseburg) war der Stifter einer Seitenlinie der albertinischen Wettiner und erster Herzog des kursächsischen Sekundogeniturfürstentums Sachsen-Merseburg. Zur Unterscheidung von seinem Sohn wird er auch Christian der Ältere genannt.

## Familie
Christian war der dritte Sohn des Kurfürsten Johann Georg I. von Sachsen und dessen zweiter Gemahlin Magdalena Sibylle, einer Tochter des Herzogs Albrecht Friedrich von Preußen.

## Leben

### Regierung im Merseburger Fürstentum
Christian, der sich als nachgeborener Sohn kaum Hoffnung auf das väterliche Erbe machen konnte, wurde 1650 – nach einer vier Wochen währenden Doppelhochzeit, die für ihn und seinen Bruder Moritz ausgerichtet worden war, – zu seiner standesgemäßen Versorgung mit der Administration des alten Hochstifts Merseburg, das die Kurfürsten im Zuge der Reformation eingezogen hatten, betraut und nach seiner Wahl durch das Domkapitel zum Administrator postuliert.
Im Testament vom 20. Juli 1652 verfügte sein Vater die Teilung des albertinischen Territoriums, die von den zur Beerdigung des kurfürstlichen Vaters am 27. Januar 1657 angereisten Brüdern im „Freundbrüderlichen Hauptvergleich“ gegen den Widerstand der Landstände am 22. April 1657 in Dresden vollzogen wurde. Dabei kamen die Stiftslande des Hochstifts Merseburg mit dem „Küchenamt“ sowie den Ämtern, Städten und Schlössern Lauchstädt, Schkeuditz, Lützen und Zwenkau sowie ein erbländischer Teil mit Brehna, Zörbig, Dobrilugk und Finsterwalde und die Markgrafschaft Niederlausitz, einschließlich der Städte und Schlösser Lübben, Doberlug, Finsterwalde, Guben, Luckau, Calau und Spremberg, als wettinische Sekundogenitur an Christian, der damit erster Herzog von Sachsen-Merseburg wurde. Nach dem Aussterben der Bibersteiner am 16. Oktober 1667 fiel zudem die Herrschaft Forst nebst Stadt, Schloss und allen südlich davon gelegenen Kammer- und Vasallendörfern, also auch Döbern an Kursachsen, das im Zuge des Teilungsprozesses vom 11. August 1668 diese Gebiete ebenfalls an Sachsen-Merseburg abtrat.
Herzog Christian zog mit seiner Gemahlin, die bereits im achten Monat schwanger war und seiner ältesten, erst knapp zwei Jahre alten Tochter am 30. September 1653 in Merseburg ein und begann den Aufbau einer eigenen Hofhaltung. Sein Hofstaat umfasste schon bald 150 Personen.
Schon bald entwickelte sich ähnlich wie an den neuen Residenzen seiner Brüder auch unter Herzog Christian eine rege Bautätigkeit, was zu einem großen wirtschaftlichen Aufschwung Merseburgs führte. So wurde auch die im Zuge des Dreißigjährigen Krieges zerstörte Neumarktbrücke wieder aufgebaut, das Renaissance-Wasserschloss in Merseburg ab 1689 renoviert und dem frühbarocken Zeitgeschmack entsprechend erweitert und im Jahr 1661 auf dem Gelände der alten Königspfalz, durch Mauern und Gräben getrennt, der Schlossgarten angelegt. Zudem ließ er den Jägerhof, die Hoffischerei, eine Fasanerie, eine Post und das Fischhaus am Gotthardteich anlegen. Des Weiteren gründete Christian eine eigene Hofkapelle, ließ eine Bibliothek anlegen und verhalf Kunst und Kultur zu neuer Blüte. So wirkten auch der bedeutende Theologe Paul Gerhardt sowie Christoph Spätner als Christians Hofmaler im Zwergstaat. Schloss Delitzsch wurde als Reiseresidenz um- und ausgebaut.

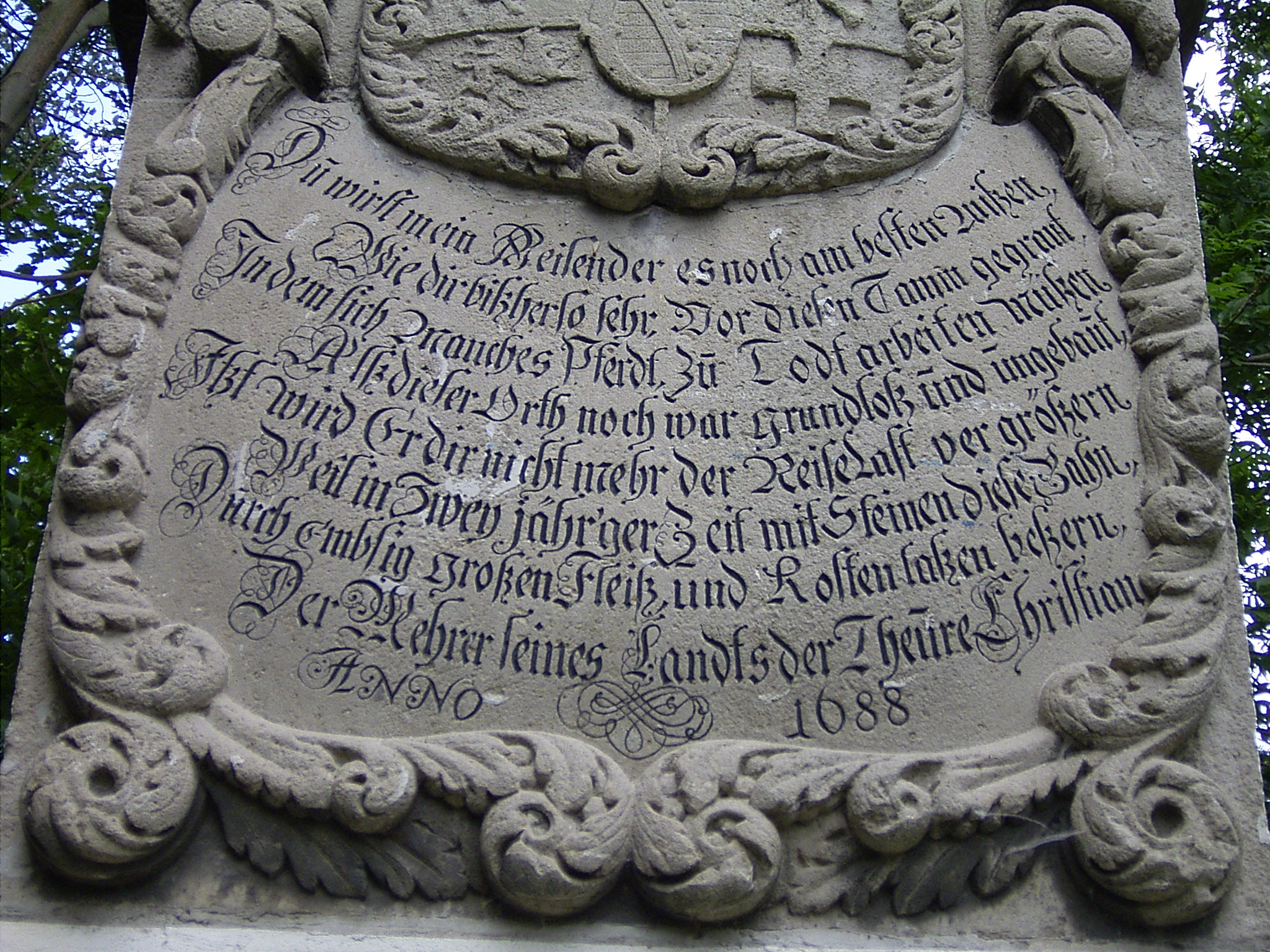
Die Widmungstafel für den „Theuren Christian“, Herzog von Sachsen-Merseburg

Auch wurde das Rechts- und Verwaltungswesen neu geordnet, das Mühlenwesen, die Polizei- und die Stadtordnung wurden geändert. 1679 wurde die Neumarktmühle in Merseburg instand gesetzt.
Zwischen Zörbig und dem anhaltischen Radegast ließ er zwischen 1683 und 1685 den Fuhnedamm erneuern und befestigen, womit das Sumpfgebiet der Fuhneaue begehbar wurde. Zu Christians Ehren wurde daher 1688 das Wegebaudenkmal Theurer Christian errichtet.
In der Niederlausitz ließ er Schloss Lübben als Verwaltungssitz errichten. Im September 1673 bestätigte er jedoch die Innungsartikel der Krämergilde, wodurch reisenden Händlern, insbesondere Juden, das Betreiben von Handel in der Niederlausitz erheblich erschwert wurde.
Am 25. November 1659 erteilte er dem Grafen Erdmann Leopold von Promnitz die Genehmigung zur Aufnahme protestantischer Glaubensflüchtlinge aus Schlesien, vorwiegend aus den Fürstentümern Sagan und Glogau, in dessen Besitzung Neudorf und verlieh dieser das Stadtrecht. Es wurde zu seinen Ehren in Christianstadt umbenannt.

### Schwieriges Verhältnis zu Kursachsen
Nachdem die neuen albertinischen Versorgungsfürstentümer auf kursächsischem Boden schon beim ältesten Bruder Johann Georg II. von Sachsen für Irritationen gesorgt hatten, der mit diesen Abspaltungen die Primogenitur sowie die machtpolitisch wichtige Einheit des Kurstaates in Gefahr sah und seinen Brüdern daher nur widerwillig Souveränitätsrechte billigen wollte, versuchte nun auch dessen Sohn und Nachfolger, Christians Neffe, Kurfürst Johann Georg III. Sachsen-Merseburg wieder stärker unter kursächsische Oberhoheit zu bringen. So ließ Johann Georg III. vorherige Vereinbarungen, die dem Merseburger Herzog mehrere Landsassen unterworfen hatten, widerrufen, was unter Christians Nachfolger zum offenen Konflikt führte.

### In der Fruchtbringenden Gesellschaft
1655 wurde Herzog Christian I. durch Herzog Wilhelm IV. von Sachsen-Weimar in die Fruchtbringende Gesellschaft aufgenommen. Dieser verlieh ihm den Gesellschaftsnamen der Krönende und das Motto das Ehrenlob. Als Emblem wurde ihm Efeu um eine Pyramide gewunden zugedacht. Herzog Christians Eintrag findet sich im Köthener Gesellschaftsbuch unter der Nr. 643.

### Tod und Bestattung
Herzog Christian I. starb am 18. Oktober 1691 75-jährig und wurde in einem Zinnprunksarg in der Fürstengruft des Merseburger Doms beigesetzt. Ihm folgte sein ältester Sohn Christian auf dem Thron. Gleich seinem Vater hatte jedoch auch Christian I. noch vor seinem Tode Apanagen an seine drei nachgeborenen Söhne vergeben und diesen eigene Residenzen zugewiesen.

## Ehe und Nachkommen
Seine einzige Ehe schloss er am 19. November 1650 in Dresden mit Christiana von Schleswig-Holstein-Sonderburg-Glücksburg, der Tochter Philipps, Herzog von Schleswig-Holstein-Sonderburg-Glücksburg aus dessen Ehe mit Sophie Hedwig von Sachsen-Lauenburg.
Mit seiner Gemahlin hatte er folgende Kinder:
- Magdalena Sophia (* 19. Oktober 1651 in Dresden; † 29. März 1675 in Merseburg), Prinzessin von Sachsen-Merseburg
- Johann Georg (* 4. Dezember 1652 in Merseburg; † 3. Januar 1654 in Merseburg), Erbprinz von Sachsen-Merseburg
- Christian II. (* 19. November 1653 in Merseburg; † 20. Oktober 1694 in Merseburg), Herzog von Sachsen-Merseburg ⚭ Erdmuth Dorothea von Sachsen-Zeitz
- August (* 15. Februar 1655 in Merseburg; † 27. März 1715 in Zörbig), Herzog von Sachsen-Merseburg-Zörbig ⚭ Hedwig Eleonore von Mecklenburg-Güstrow
- totgeborener Sohn (*/† 1. Februar 1656 in Merseburg), Prinz von Sachsen-Merseburg
- Philipp (* 26. Oktober 1657 in Merseburg; † 1. Juli 1690 in Fleurus), Herzog von Sachsen-Merseburg-Lauchstädt ⚭ (I) Eleonore Sophie von Sachsen-Weimar; ⚭ (II) Luise Elisabeth von Württemberg-Oels
- Christiane (* 1. Juni 1659 in Merseburg; † 13. März 1679 in Eisenberg), Prinzessin von Sachsen-Merseburg ⚭ Christian, Herzog von Sachsen-Eisenberg
- Sophie Hedwig (* 4. August 1660 in Merseburg; † 2. August 1686 in Saalfeld), Prinzessin von Sachsen-Merseburg ⚭ Johann Ernst, Herzog von Sachsen-Saalfeld
- Heinrich (* 2. September 1661 in Merseburg; † 28. Juli 1738 in Doberlug), Herzog von Sachsen-Merseburg-Spremberg (später von ganz Sachsen-Merseburg) ⚭ Elisabeth von Mecklenburg-Güstrow
- Moritz (* 29. Oktober 1662 in Merseburg; † 21. April 1664 in Merseburg), Prinz von Sachsen-Merseburg
- Sibylle Marie (* 28. Oktober 1667 in Merseburg; † 9. Oktober 1693 in Bernstadt), Prinzessin von Sachsen-Merseburg ⚭ Christian Ulrich I., Herzog von Württemberg-Oels-Bernstadt

Jüngere Forschungsergebnisse belegen darüber hinaus eine nicht unwesentliche Anzahl unehelicher Kinder aus seinen Verbindungen zu Mätressen, was jedoch durchaus nichts Ungewöhnliches darstellte.

## Vorfahren
| Ahnentafel Christian I. von Sachsen-Merseburg | Ahnentafel Christian I. von Sachsen-Merseburg                                                     | Ahnentafel Christian I. von Sachsen-Merseburg                                                     | Ahnentafel Christian I. von Sachsen-Merseburg                                                       | Ahnentafel Christian I. von Sachsen-Merseburg                                                       | Ahnentafel Christian I. von Sachsen-Merseburg                                                             | Ahnentafel Christian I. von Sachsen-Merseburg                                                             | Ahnentafel Christian I. von Sachsen-Merseburg                                                             | Ahnentafel Christian I. von Sachsen-Merseburg                                                             |
| --------------------------------------------- | ------------------------------------------------------------------------------------------------- | ------------------------------------------------------------------------------------------------- | --------------------------------------------------------------------------------------------------- | --------------------------------------------------------------------------------------------------- | --- | --- | --- | --- |
| Ururgroßeltern                                | Herzog Heinrich der Fromme (1473–1541) ⚭ 1512 Katharina von Mecklenburg (1487–1561)               | König Christian III. (1503–1559) ⚭ 1525 Dorothea von Sachsen-Lauenburg (1511–1571)                | Kurfürst Joachim II. (1505–1571) ⚭ 1524 Magdalene von Sachsen (1507–1534)                           | Herzog Georg von Brandenburg-Ansbach (1484–1543) ⚭ 1525 Hedwig von Münsterberg-Oels (1508–1531)     | Markgraf Friedrich V. von Brandenburg (1460–1536) ⚭ 1479 Sofia Jagiellonka (1464–1512)                    | Fürst Erich I. (1470–1540) ⚭ 1525 Elisabeth von Brandenburg (1510–1558)                                   | Herzog Johann von Jülich-Kleve-Berg (1490–1539) ⚭ 1510 Maria von Jülich-Berg (1491–1543)                  | Kaiser Ferdinand I. (1503–1564) ⚭ 1521 Anna von Böhmen und Ungarn (1503–1547)                             |
| Urgroßeltern                                  | Kurfürst August von Sachsen (1526–1586) ⚭ 1548 Anna von Dänemark (1532–1585)                      | Kurfürst August von Sachsen (1526–1586) ⚭ 1548 Anna von Dänemark (1532–1585)                      | Kurfürst Johann Georg von Brandenburg (1525–1598) ⚭ 1548 Sabina von Brandenburg-Ansbach (1529–1575) | Kurfürst Johann Georg von Brandenburg (1525–1598) ⚭ 1548 Sabina von Brandenburg-Ansbach (1529–1575) | Herzog Albrecht von Preußen (1490–1568) ⚭ 1550 Anna Maria von Braunschweig (1532–1568)                    | Herzog Albrecht von Preußen (1490–1568) ⚭ 1550 Anna Maria von Braunschweig (1532–1568)                    | Herzog Wilhelm V. (1516–1592) ⚭ 1546 Maria von Österreich (1531–1581)                                     | Herzog Wilhelm V. (1516–1592) ⚭ 1546 Maria von Österreich (1531–1581)                                     |
| Großeltern                                    | Kurfürst Christian I. von Sachsen (1560–1591) ⚭ 1582 Sophie von Brandenburg (1568–1622)           | Kurfürst Christian I. von Sachsen (1560–1591) ⚭ 1582 Sophie von Brandenburg (1568–1622)           | Kurfürst Christian I. von Sachsen (1560–1591) ⚭ 1582 Sophie von Brandenburg (1568–1622)             | Kurfürst Christian I. von Sachsen (1560–1591) ⚭ 1582 Sophie von Brandenburg (1568–1622)             | Herzog Albrecht Friedrich von Preußen (1553–1618) ⚭ 1573 Marie Eleonore von Jülich-Kleve-Berg (1550–1608) | Herzog Albrecht Friedrich von Preußen (1553–1618) ⚭ 1573 Marie Eleonore von Jülich-Kleve-Berg (1550–1608) | Herzog Albrecht Friedrich von Preußen (1553–1618) ⚭ 1573 Marie Eleonore von Jülich-Kleve-Berg (1550–1608) | Herzog Albrecht Friedrich von Preußen (1553–1618) ⚭ 1573 Marie Eleonore von Jülich-Kleve-Berg (1550–1608) |
| Eltern                                        | Kurfürst Johann Georg I. von Sachsen (1585–1656) ⚭ 1607 Magdalena Sibylle von Preußen (1586–1659) | Kurfürst Johann Georg I. von Sachsen (1585–1656) ⚭ 1607 Magdalena Sibylle von Preußen (1586–1659) | Kurfürst Johann Georg I. von Sachsen (1585–1656) ⚭ 1607 Magdalena Sibylle von Preußen (1586–1659)   | Kurfürst Johann Georg I. von Sachsen (1585–1656) ⚭ 1607 Magdalena Sibylle von Preußen (1586–1659)   | Kurfürst Johann Georg I. von Sachsen (1585–1656) ⚭ 1607 Magdalena Sibylle von Preußen (1586–1659)         | Kurfürst Johann Georg I. von Sachsen (1585–1656) ⚭ 1607 Magdalena Sibylle von Preußen (1586–1659)         | Kurfürst Johann Georg I. von Sachsen (1585–1656) ⚭ 1607 Magdalena Sibylle von Preußen (1586–1659)         | Kurfürst Johann Georg I. von Sachsen (1585–1656) ⚭ 1607 Magdalena Sibylle von Preußen (1586–1659)         |
| Christian I. von Sachsen-Merseburg            |                                                                                                   |                                                                                                   | | | | | | |

## Wappen

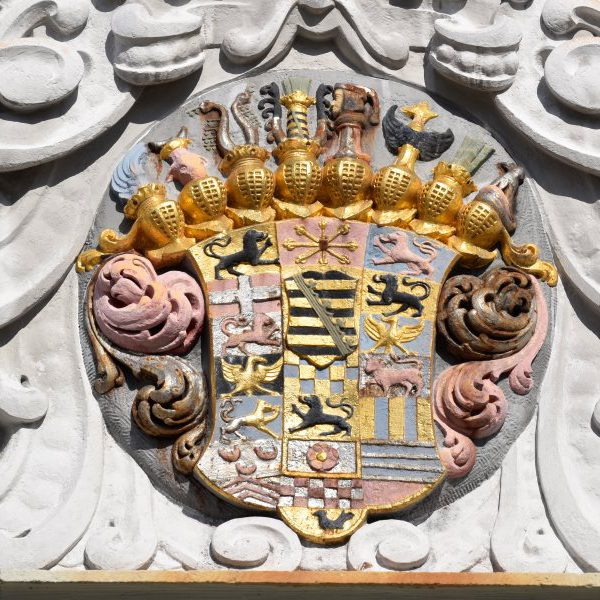
Wappen von Christian I. von Sachsen-Merseburg am Schloss Doberlug

Über dem Eingang zum Schloss Doberlug ist das Wappen von Christian I. von Sachsen-Merseburg angebracht.
Der Schild ist zweimal gespalten und sechsmal geteilt, mit Schildfuß, und mit einem Herzschild belegt, Platz 5 und 8 bleiben dafür frei. Das Herzschild zeigt das Wappen des Herzogtums Sachsen (Neunmal schwarz-golden geteilt, darüber ein grüner Rautenkranz.). Die Wappenfelder zeigen in der Reihenfolge von optisch links oben nach unten rechts die Wappen:
1. Jülich (In Gold ein silbern-bewehrter schwarzer Löwe.),
2. Kleve (In Rot ein mit einem silbernen Schildchen belegtes goldenes Glevenrad.),
3. Thüringen (In Blau ein roter Löwe.),
4. Merseburg (In Rot ein silbernes Kreuz. Eigentlich richtig: In Gold ein schwarzes Kreuz.),
5. frei für Herzschild (siehe oben),
6. Meißen (In Gold ein schwarzer Löwe.),
7. Berg (In Blau ein roter Löwe.),
8. frei für Herzschild (siehe oben),
9. Pfalz Sachsen (In Blau ein golden-gekrönter goldener Adler.),
10. Pfalz Thüringen (In Schwarz ein goldener Adler.),
11. Oberlausitz (Golden-blau dreireihig geschacht. Eigentlich in Blau eine goldene Zinnenmauer.),
12. Niederlausitz (In Silber ein schreitender roter Stier.),
13. Pleißen (In Blau ein gold-silbern geteilter Löwe.),
14. Orlamünde (In Gold ein rot-gekrönter und -bewehrter schwarzer Löwe. Eigentlich in einem mit roten Herzen bestreuten Feld.),
15. Landsberg (In Gold zwei blaue Pfähle.),
16. Brehna (In Silber drei (2, 1) ausgeschlagene rote Seeblätter.),
17. Altenburg (In Silber eine fünfblättrige rote Rose mit goldenen Butzen und grünen Kelchblättern.),
18. Eisenberg (In Silber drei blaue Balken.),
19. Ravensberg (In Silber drei rote Sparren.),
20. Mark (Dreireihig silbern-rot geschacht. Eigentlich in Gold ein dreireihiger silbern-rot geschachter Balken.),
21. Regalien (Rot),
Schildfuß: Henneberg (In Gold auf grünem Dreiberg eine schwarze Henne mit rotem Kamm und ebensolchem Kehllappen.).
Auf dem Schild stehen acht Helme mit schwarz-goldenen Decken. Von optisch links nach rechts:
1. Oberlausitz (Blau-golden im Zinnenschnitt geteilter Flug.),
2. Kleve (Ein silbern-bewehrter roter Büffelkopf mit Nasenring, die Hörner sind von einem golden-gekrönten, dreireihig silbern-rot geschachten Reifen umschlossen.),
3. Thüringen (Zwei silberne Büffelhörner, die außen mit je fünf grünen Lindenzweigen besteckt sind.),
4. Sachsen (Zwischen zwei schwarz-silbern geteilten Büffelhörnern, die außen mit je fünf Fähnchen an Stangen besteckt sind, ein golden-gekrönter, schwarz-golden neunmal geteilter und mit einem schrägrechten grünen Rautenkranz belegter Spitzhut, oben besteckt mit einem natürlichen Pfauenstoß.),
5. Meißen (Ein rot-silbern gestreifter Mannesrumpf mit bärtigem Haupt und mit rot-silbern gestreifter Mütze, an der eine natürliche Pfauenquaste hängt.),
6. Jülich (Ein wachsender, rot-bewehrter goldener Greif mit schwarzen Flügeln und rotem Halsband.),
7. Berg (Ein Pfauenstoß.),
8. Niederlausitz (Ein hermelin-gestülpter roter Fürstenhut, aus diesem ein silberner Adlerkopf hervorkommt).
Das Wappen über dem Tor zum Schloss Doberlug zeigt in mehreren Felden deutliche Abweichungen zu dem in der Literatur nachgewiesenen Wappen auf. Falsche Farben für Merseburg, sowie vertauschte Felder für Berg, Meißen und Thüringen.